# Xã Sterling, Quận Brown, Ohio
Xã Sterling (tiếng Anh: Sterling Township) là một xã thuộc quận Brown, tiểu bang Ohio, Hoa Kỳ. Năm 2010, dân số của xã này là 4.427 người.